# 미쓰이시정 (오카야마현)
미쓰이시정(三石町)은 일본 오카야마현 와케군에 있던 정이다. 현재의 비젠시의 북동부에 해당한다.

## 역사
- 1889년 6월 1일 - 정촌제 시행에 의해 와케군 미쓰이시촌이 발족하였다.
- 1906년 3월 28일 - 정으로 승격해 미쓰이시정이 되었다.
- 1971년 4월 1일 - 비젠정과 합병해 비젠시가 신설하여 소멸하였다.

## 교통

### 도로
- 국도 제2호선

## 참고문헌
- 岡山県総務部統計課, 편집. (1970년 10월 1일). 《岡山県市町村勢要覧》. 昭和44年刊. 岡山: 岡山県統計協会. doi:10.11501/9528441. OCLC 703790315. 다음 글자 무시됨: ‘和書 ’ (도움말);
- 山陽新聞社, 편집. (1970년 10월 1일). 《山陽年鑑》. 昭和46年版. 岡山: 山陽新聞社. doi:10.11501/9572432. OCLC 703818864. 다음 글자 무시됨: ‘和書 ’ (도움말);